# باول ويلسون
باول ويلسون (بالإنجليزية: Paul Wilson)‏ (16 يوليو 1993 في جامايكا - ) هو لاعب كرة قدم جامايكي في مركز الوسط. شارك مع منتخب جامايكا تحت 17 سنة لكرة القدم ومنتخب جامايكا تحت 20 سنة لكرة القدم. أما مع النوادي، فقد لعب مع نادي بورتمور يونايتد ونادي بان.

## وصلات خارجية
- باول ويلسون على موقع قاعدة بيانات كرة القدم.إي يو (الإنجليزية)